# La Salle-les-Alpes
Pour les articles homonymes, voir La Salle.
La Salle-les-Alpes est une commune française située dans le département des Hautes-Alpes en région Provence-Alpes-Côte d'Azur. Il s'agit de l'une des cinq communes formant la banlieue de l'unité urbaine de Briançon. La commune se trouve dans les Alpes françaises et son domaine skiable fait partie de la station de sports d'hiver Serre-Chevalier.

## Géographie

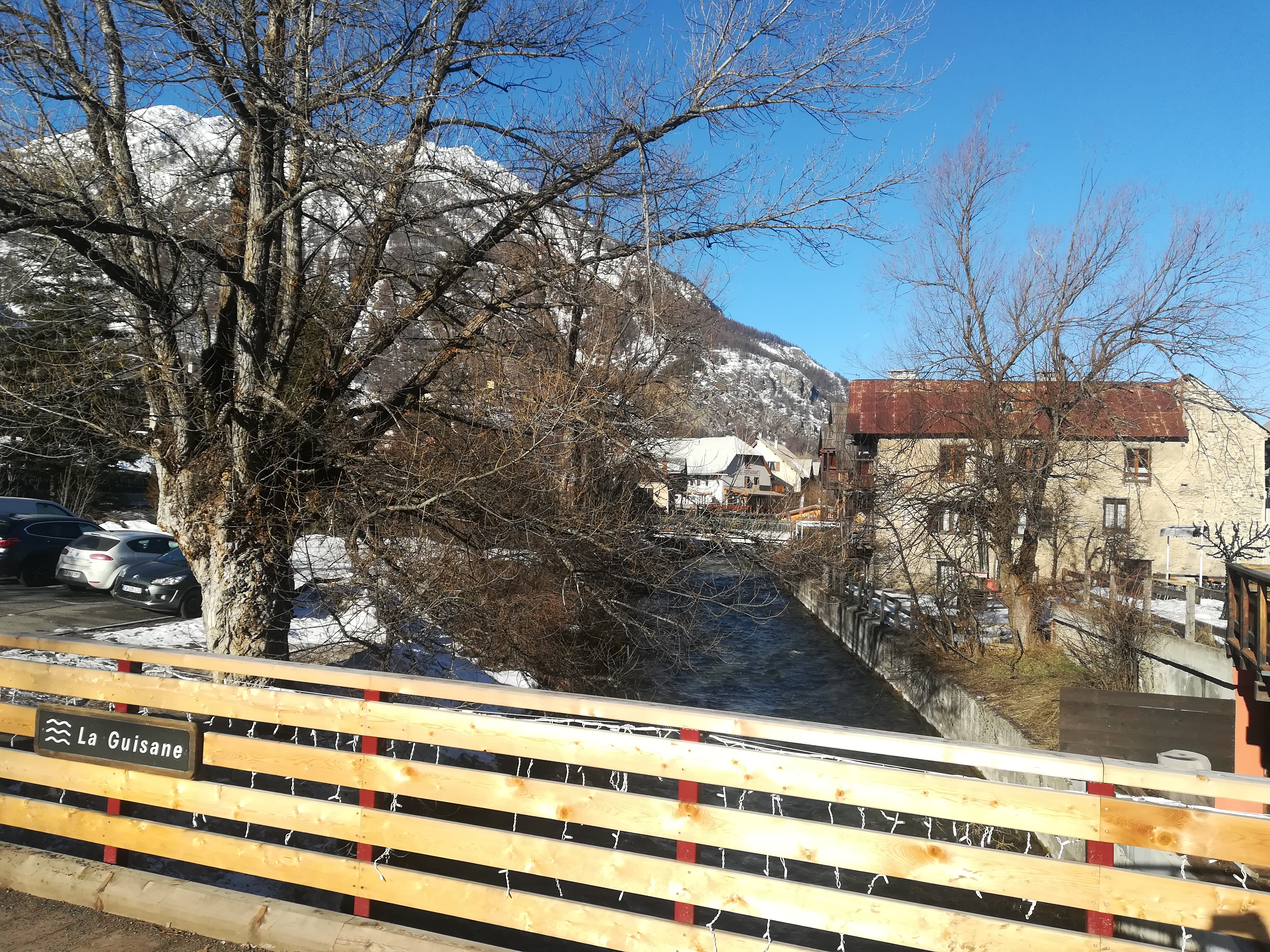
Passage de la Guisane à La Salle-les-Alpes, du côté du hameau de La Salle.

La commune de La Salle-les-Alpes, traversée par le 45e parallèle nord, est de ce fait située à égale distance du pôle Nord et de l'équateur terrestre (environ 5 000 km).
La Salle-les-Alpes est située dans le nord du département des Hautes-Alpes, dans la vallée de la Guisane, entre le massif des Cerces et le massif des Écrins. Son altitude moyenne est à 1 400 m d'altitude.
La route départementale 1091, reliant Briançon à l'est et Grenoble (Isère) à l'ouest, la traverse.
La commune fait partie du domaine skiable de Serre Chevalier.

### Liste des hameaux faisant partie de la commune de La Salle-les-Alpes
- la Salle
- Villeneuve
- le Bez
- les Pananches
- Moulin-Baron

### Climat
Pour des articles plus généraux, voir Climat de Provence-Alpes-Côte d'Azur et Climat des Hautes-Alpes.
En 2010, le climat de la commune est de type climat de montagne, selon une étude du Centre national de la recherche scientifique s'appuyant sur une série de données couvrant la période 1971-2000. En 2020, Météo-France publie une typologie des climats de la France métropolitaine dans laquelle la commune est exposée à un climat de montagne ou de marges de montagne et est dans la région climatique Alpes du sud, caractérisée par une pluviométrie annuelle de 850 à 1 000 mm, minimale en été.
Pour la période 1971-2000, la température annuelle moyenne est de 7 °C, avec une amplitude thermique annuelle de 16,6 °C. Le cumul annuel moyen de précipitations est de 819 mm, avec 7,8 jours de précipitations en janvier et 6,8 jours en juillet. Pour la période 1991-2020, la température moyenne annuelle observée sur la station météorologique de Météo-France la plus proche, « Le Monêtier les Bains », sur la commune du Monêtier-les-Bains à 6 km à vol d'oiseau, est de 6,7 °C et le cumul annuel moyen de précipitations est de 860,7 mm. 
La température maximale relevée sur cette station est de 34 °C, atteinte le 18 juillet 2023 ; la température minimale est de −25 °C, atteinte le 10 janvier 1945,,.
Les paramètres climatiques de la commune ont été estimés pour le milieu du siècle (2041-2070) selon différents scénarios d'émission de gaz à effet de serre à partir des nouvelles projections climatiques de référence DRIAS-2020. Ils sont consultables sur un site dédié publié par Météo-France en novembre 2022.

## Urbanisme

### Typologie
Au 1er janvier 2024, La Salle-les-Alpes est catégorisée commune rurale à habitat dispersé, selon la nouvelle grille communale de densité à 7 niveaux définie par l'Insee en 2022.
Elle appartient à l'unité urbaine de Briançon, une agglomération intra-départementale dont elle est une commune de la banlieue,. Par ailleurs la commune fait partie de l'aire d'attraction de Briançon, dont elle est une commune de la couronne,. Cette aire, qui regroupe 15 communes, est catégorisée dans les aires de moins de 50 000 habitants,.

### Occupation des sols
Le tableau ci-dessous présente l'occupation des sols de la commune en 2018, telle qu'elle ressort de la base de données européenne d’occupation biophysique des sols Corine Land Cover (CLC).
| Type d’occupation                             | Pourcentage | Superficie (en hectares) |
| --------------------------------------------- | ----------- | ------------------------ |
| Tissu urbain discontinu                       | 4,0 %       | 145                      |
| Prairies et autres surfaces toujours en herbe | 3,4 %       | 122                      |
| Forêts de conifères                           | 22,7 %      | 815                      |
| Pelouses et pâturages naturels                | 27,8 %      | 997                      |
| Lande et broussailles                         | 4,0 %       | 144                      |
| Forêt et végétation arbustive en mutation     | 4,4 %       | 158                      |
| Roches nues                                   | 11,4 %      | 409                      |
| Végétation clairsemée                         | 22,1 %      | 793                      |
| Source : Corine Land Cover                    |             |                          |

## Toponymie

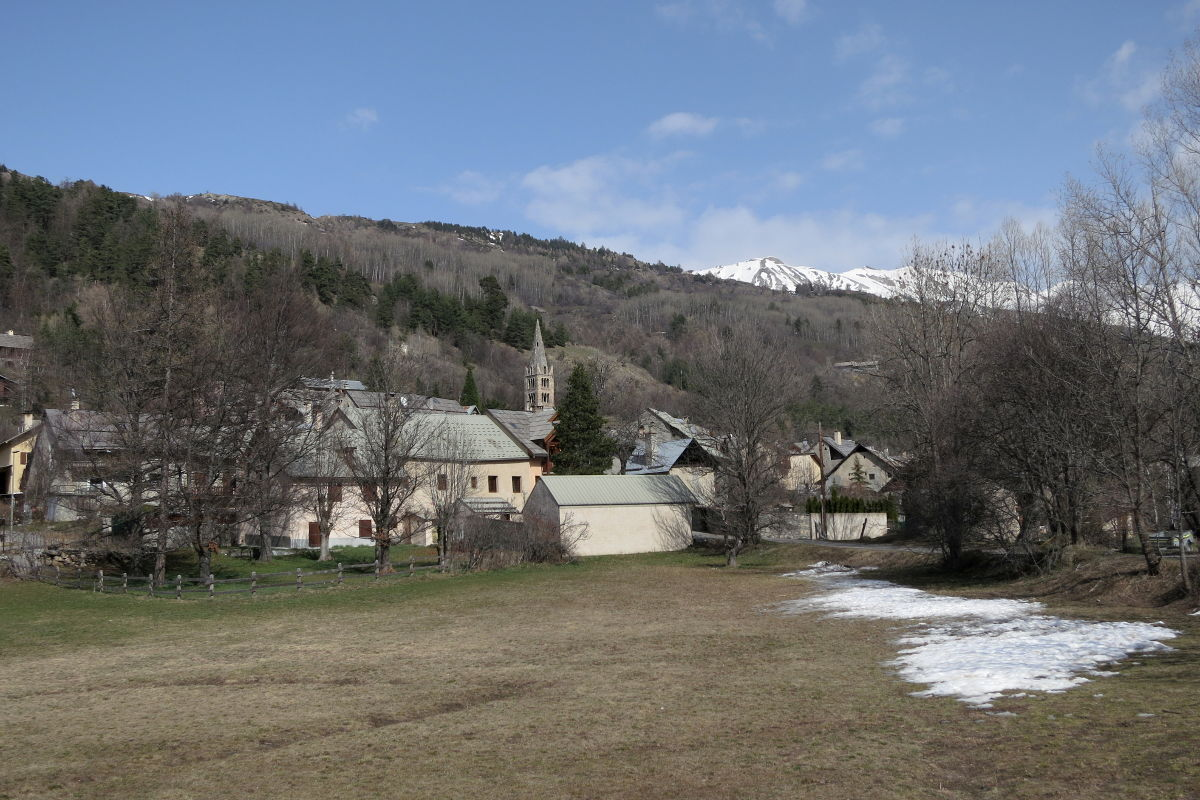
Vue du hameau de La Salle.

Par décret du 30 janvier 1987, Journal officiel du 5 février 1987 avec effet au 6 février 1977, La Salle est devenu La Salle-les-Alpes.
Il existe une incohérence dans la graphie officielle du nom de la commune :
- La Salle les Alpes (trois espaces séparatrices sans traits d'union) est la graphie retenue dans le Lexique des règles typographiques en usage à l'Imprimerie nationale, le Code officiel géographique de l'INSEE et par la commune elle-même
- La Salle-les-Alpes (une espace et deux traits d'union), employée par l'Institut géographique national et le site de l'INSEE[15], de manière contradictoire, plus conforme aux règles traditionnelles du Lexique des règles typographiques en usage à l'Imprimerie nationale.

Ce n'est pas la seule exception dans le Code officiel géographique : celui-ci, par exemple, omettait l'espace dans les dénominations Château-Chinon(Ville) et Château-Chinon(Campagne) jusqu'en 2008, avant d'y ajouter une espace en 2009, sans trait d'union : Château-Chinon (Ville) et Château-Chinon (Campagne).
La graphie La Salle les Alpes sans traits d'union n'a du reste pas fait école (bien que le trait d'union soit de plus en plus négligé à notre époque à telle enseigne que La Poste française a prohibé l'usage de tout trait d'union dans les noms de commune figurant dans les adresses postales) : en 1996 Châteauroux (Hautes-Alpes) est devenu Châteauroux-les-Alpes et en 1997 Berre-des-Alpes (Alpes-Maritimes) est devenu Berre-les-Alpes... Et l'on peut encore citer Aubenas-les-Alpes (Alpes-de-Haute-Provence), Bézaudun-les-Alpes (Alpes-Maritimes) et Saint-André-les-Alpes (Alpes-de-Haute-Provence), sans compter Colmars (Alpes-de-Haute-Provence) appelé officieusement Colmars-les-Alpes.
Ernest Nègre, dans sa Toponymie générale de la France assigne une origine commune (à différents lieux appelés La Salle : « occ. sala « résidence seigneuriale » » et indique que La Salle (Hautes-Alpes) est attesté en 1118 sous la forme Sala et en 1120 sous la forme Salla.

## Histoire

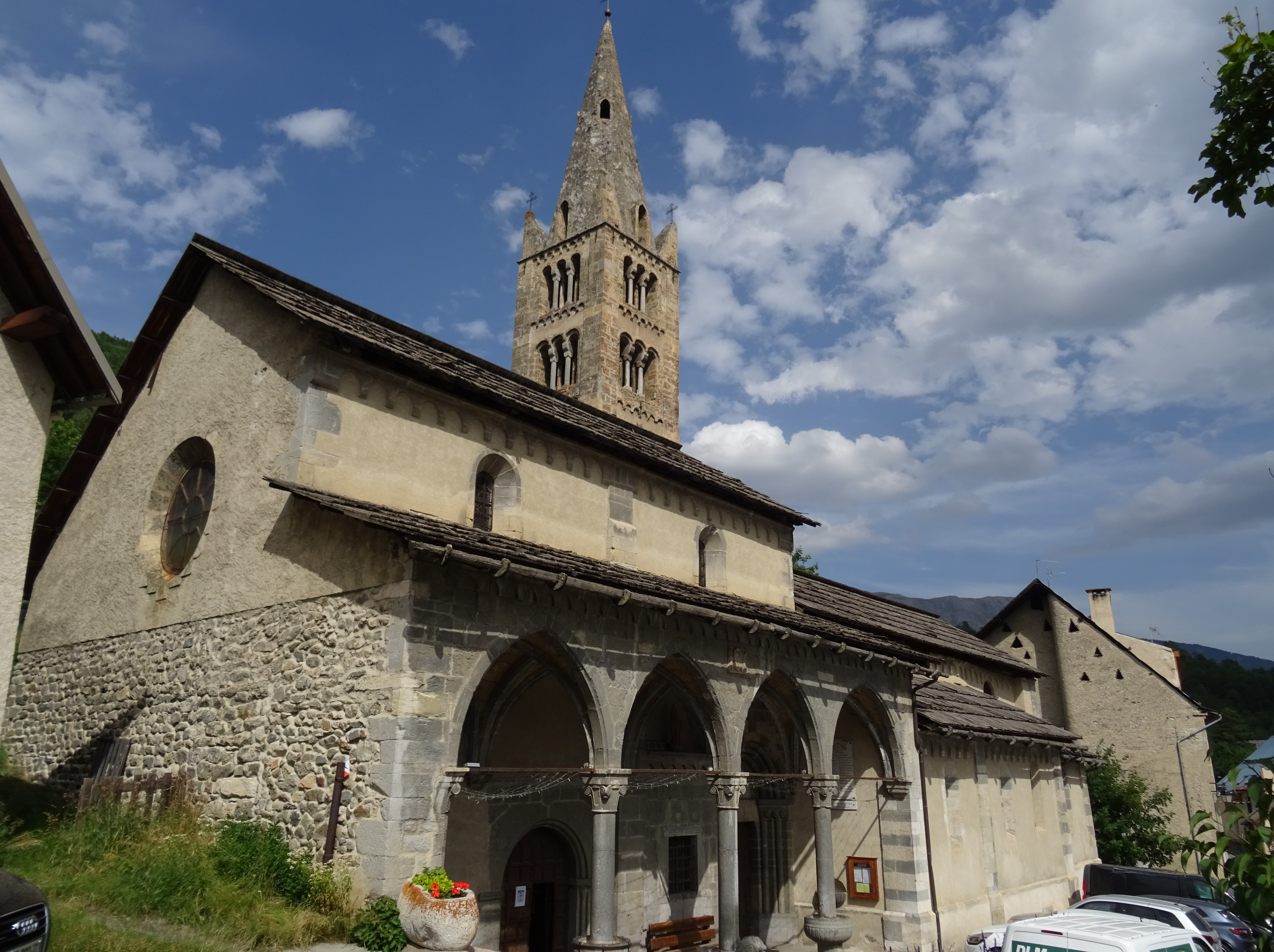
église à Villeneuve
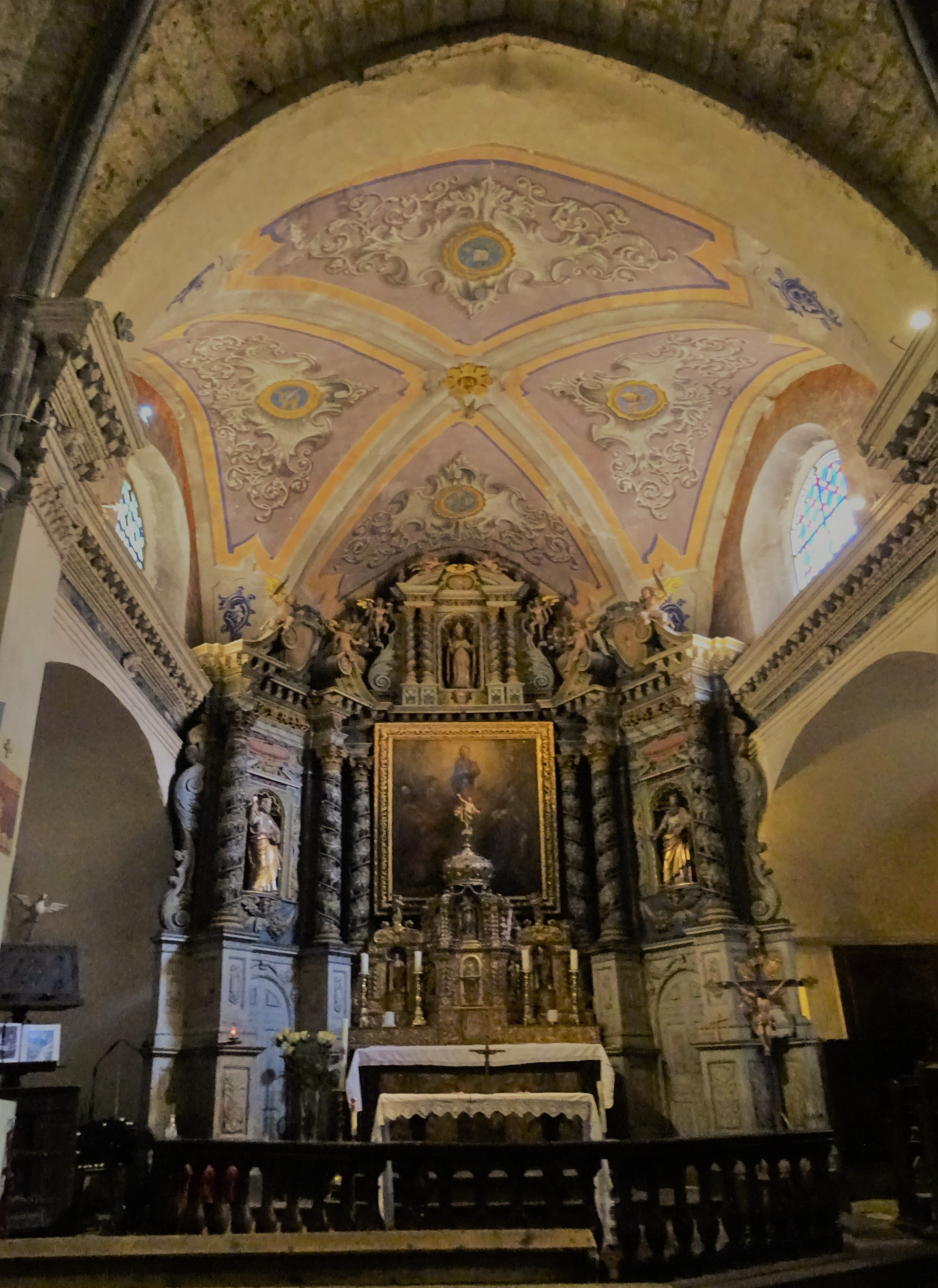
choeur de l'église
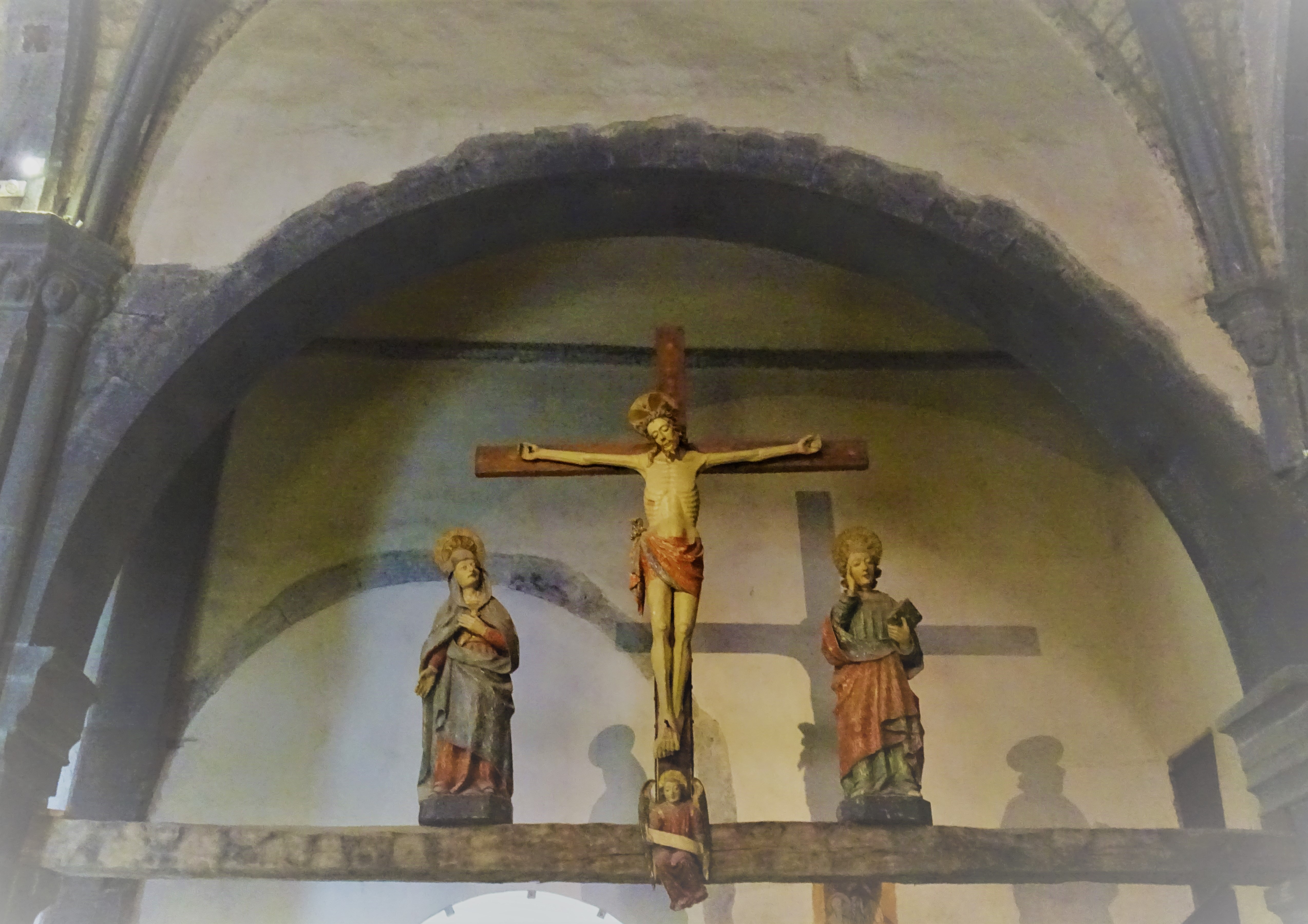
christ en croix
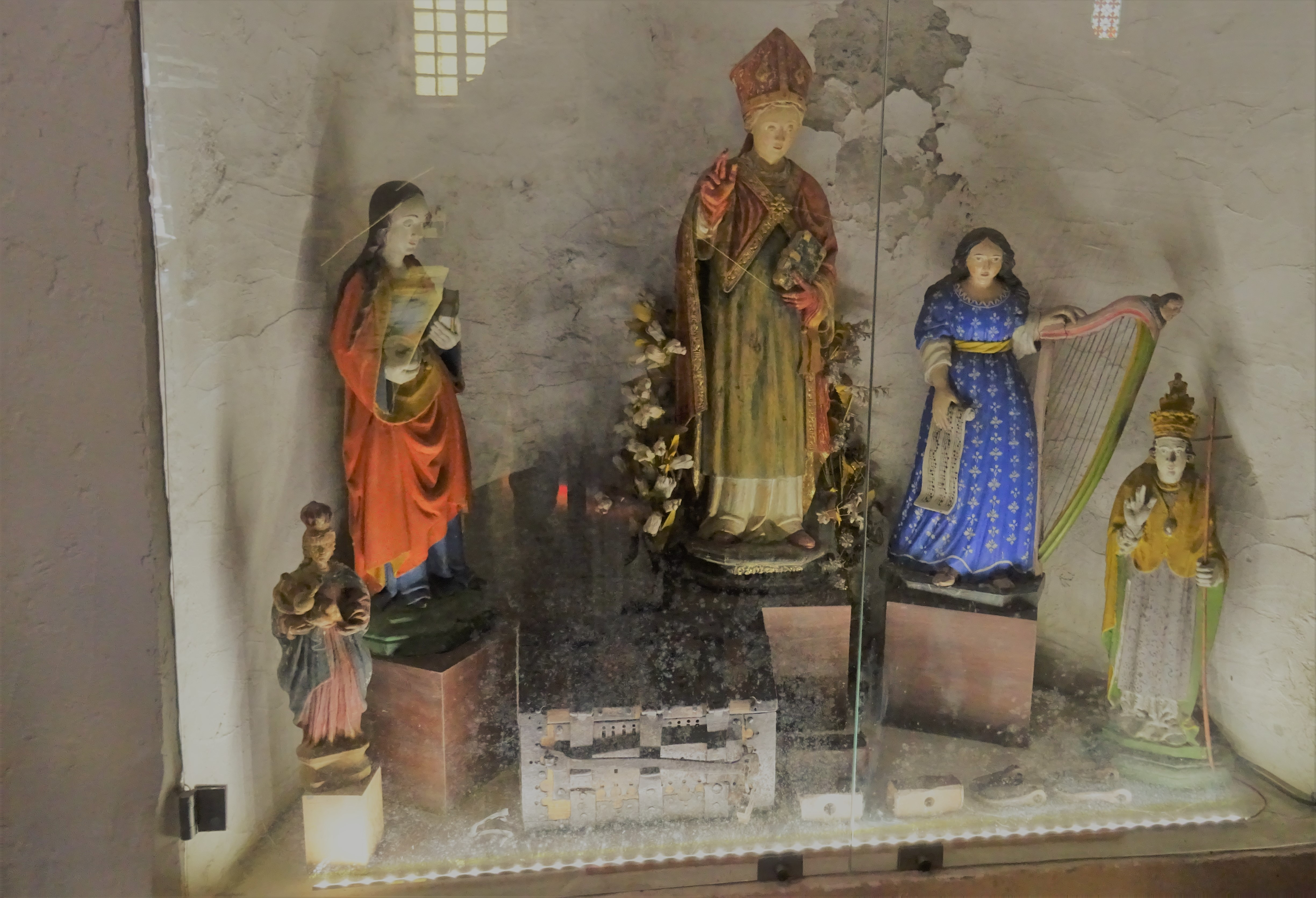
bénédiction
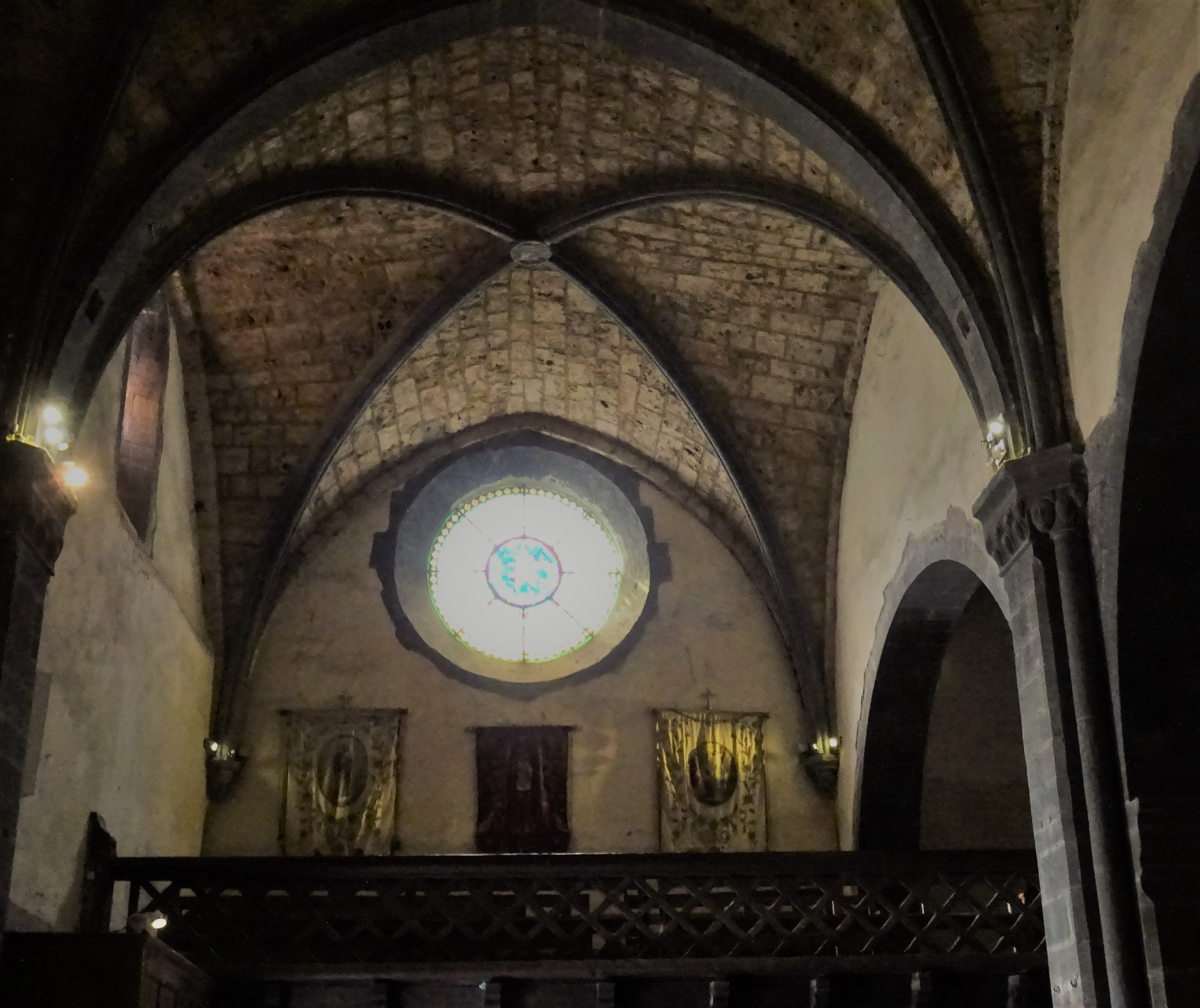
tribune de l'église
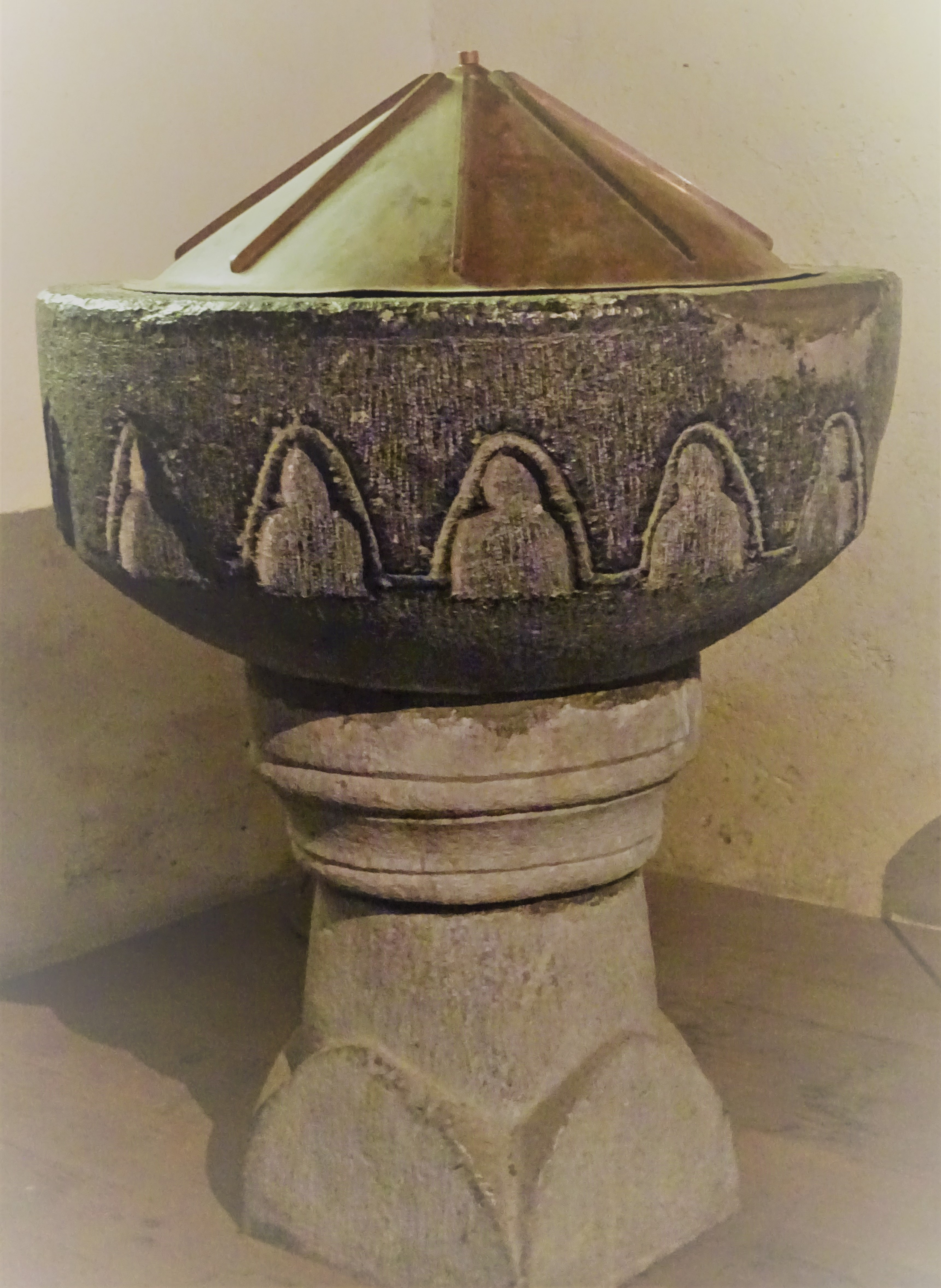
fonts baptismaux
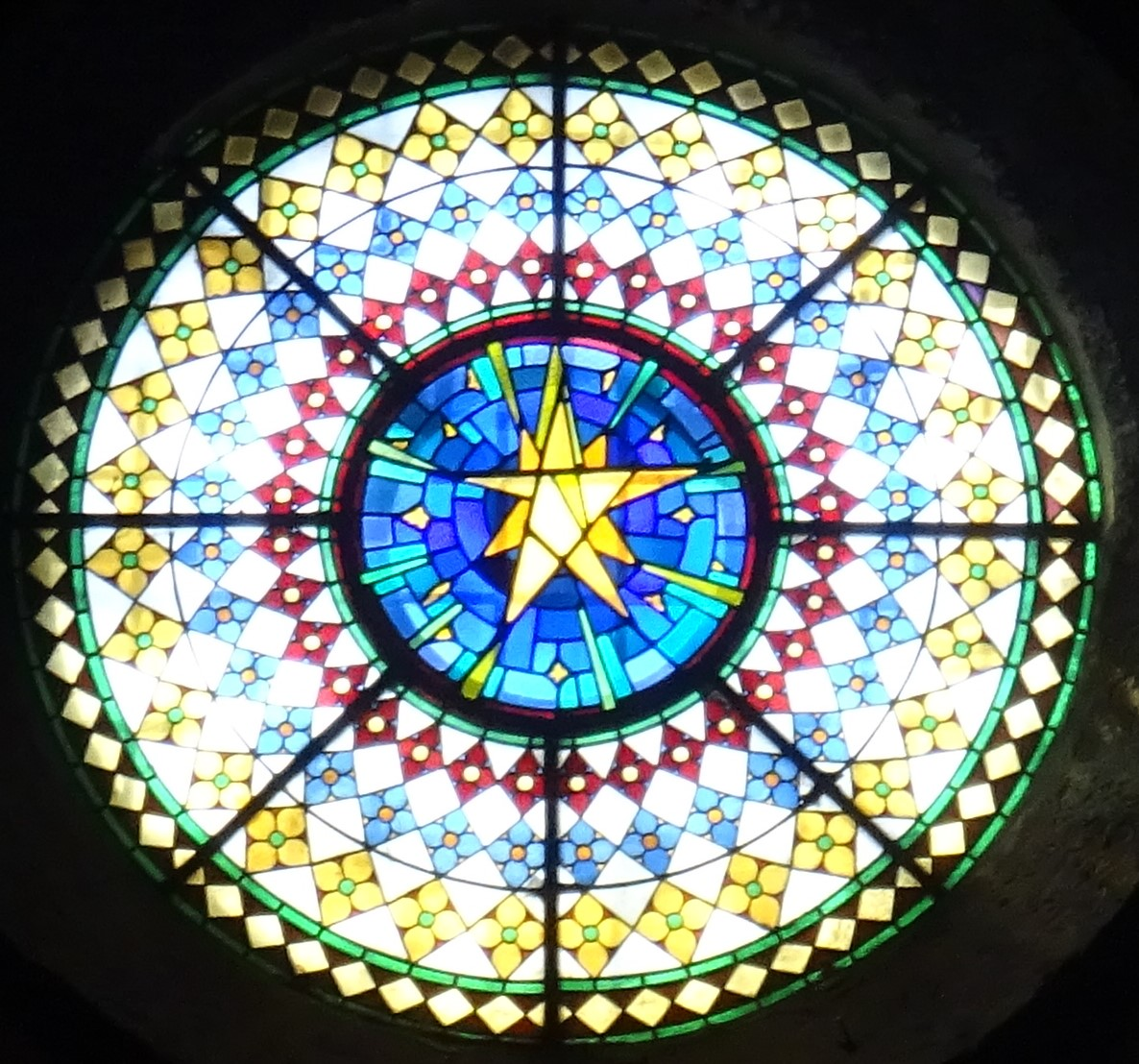
rosace de l'église de Villeneuve

## Politique et administration
| Période                                  | Période      | Identité       | Étiquette | Qualité                                 |
| ---------------------------------------- | ------------ | -------------- | --------- | --------------------------------------- |
| Les données manquantes sont à compléter. |              |                |           |                                         |
|                                          | mars 1989    | Ian Zebrowski  |           |                                         |
| mars 1989                                | mars 2001    | Patrick Ollier | RPR       | Député, conseiller général              |
| mars 2001                                | février 2017 | Alain Fardella | PRG       | Retraité, ancien conseiller général     |
| mai 2017                                 | juillet 2020 | Gilles Perli   |           | Cadre supérieur (secteur privé)         |
| juillet 2020                             | En cours     | Émeric Salle,  | DVD       | Ouvrier non qualifié de type industriel |

## Population et société

### Démographie
L'évolution du nombre d'habitants est connue à travers les recensements de la population effectués dans la commune depuis 1793. Pour les communes de moins de 10 000 habitants, une enquête de recensement portant sur toute la population est réalisée tous les cinq ans, les populations de référence des années intermédiaires étant quant à elles estimées par interpolation ou extrapolation. Pour la commune, le premier recensement exhaustif entrant dans le cadre du nouveau dispositif a été réalisé en 2004.

En 2022, la commune comptait 919 habitants, en évolution de −9,19 % par rapport à 2016 (Hautes-Alpes : +0,4 %, France hors Mayotte : +2,11 %).
| 1793  | 1800  | 1806  | 1821  | 1831  | 1836  | 1841  | 1846  | 1851  |
| ----- | ----- | ----- | ----- | ----- | ----- | ----- | ----- | ----- |
| 1 043 | 1 089 | 1 125 | 1 225 | 1 328 | 1 324 | 1 348 | 1 397 | 1 437 |

| 1856  | 1861  | 1866  | 1872  | 1876  | 1881  | 1886  | 1891  | 1896  |
| ----- | ----- | ----- | ----- | ----- | ----- | ----- | ----- | ----- |
| 1 440 | 1 377 | 1 323 | 1 216 | 1 223 | 1 187 | 1 155 | 1 144 | 1 047 |

| 1901 | 1906 | 1911 | 1921 | 1926 | 1931 | 1936 | 1946 | 1954 |
| ---- | ---- | ---- | ---- | ---- | ---- | ---- | ---- | ---- |
| 985  | 956  | 861  | 759  | 676  | 571  | 563  | 486  | 510  |

| 1962 | 1968 | 1975 | 1982  | 1990 | 1999 | 2004 | 2006 | 2009 |
| ---- | ---- | ---- | ----- | ---- | ---- | ---- | ---- | ---- |
| 529  | 701  | 791  | 1 009 | 981  | 976  | 906  | 891  | 918  |

| 2014 | 2019 | 2022 | - | - | - | - | - | - |
| ---- | ---- | ---- | - | - | - | - | - | - |
| 988  | 935  | 919  | - | - | - | - | - | - |

### Enseignement
La Salle-les-Alpes dispose d'une école primaire publique. Les collèges et le lycée les plus proches sont à Briançon.

## Économie

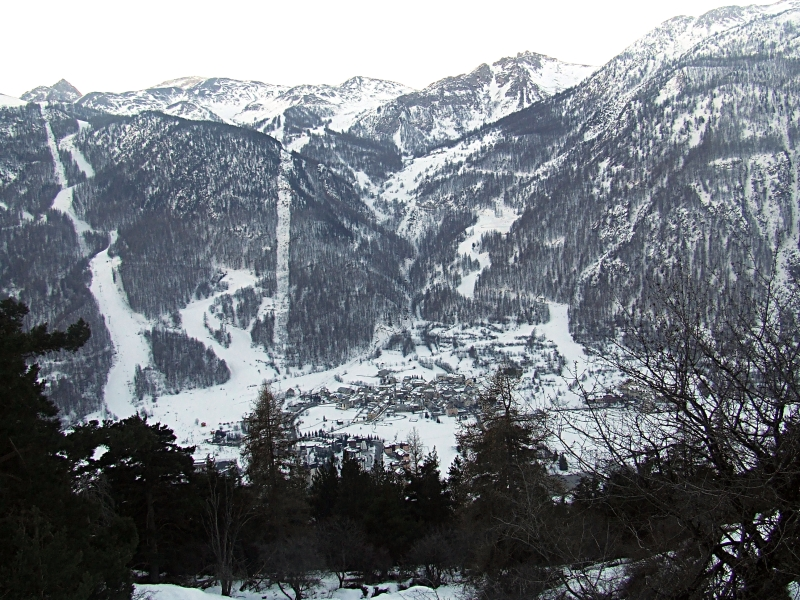
Le hameau de Villeneuve en fond de vallée et le domaine skiable de la commune en arrière-plan.

La commune vit notamment du tourisme, estival comme hivernal.

## Lieux et monuments

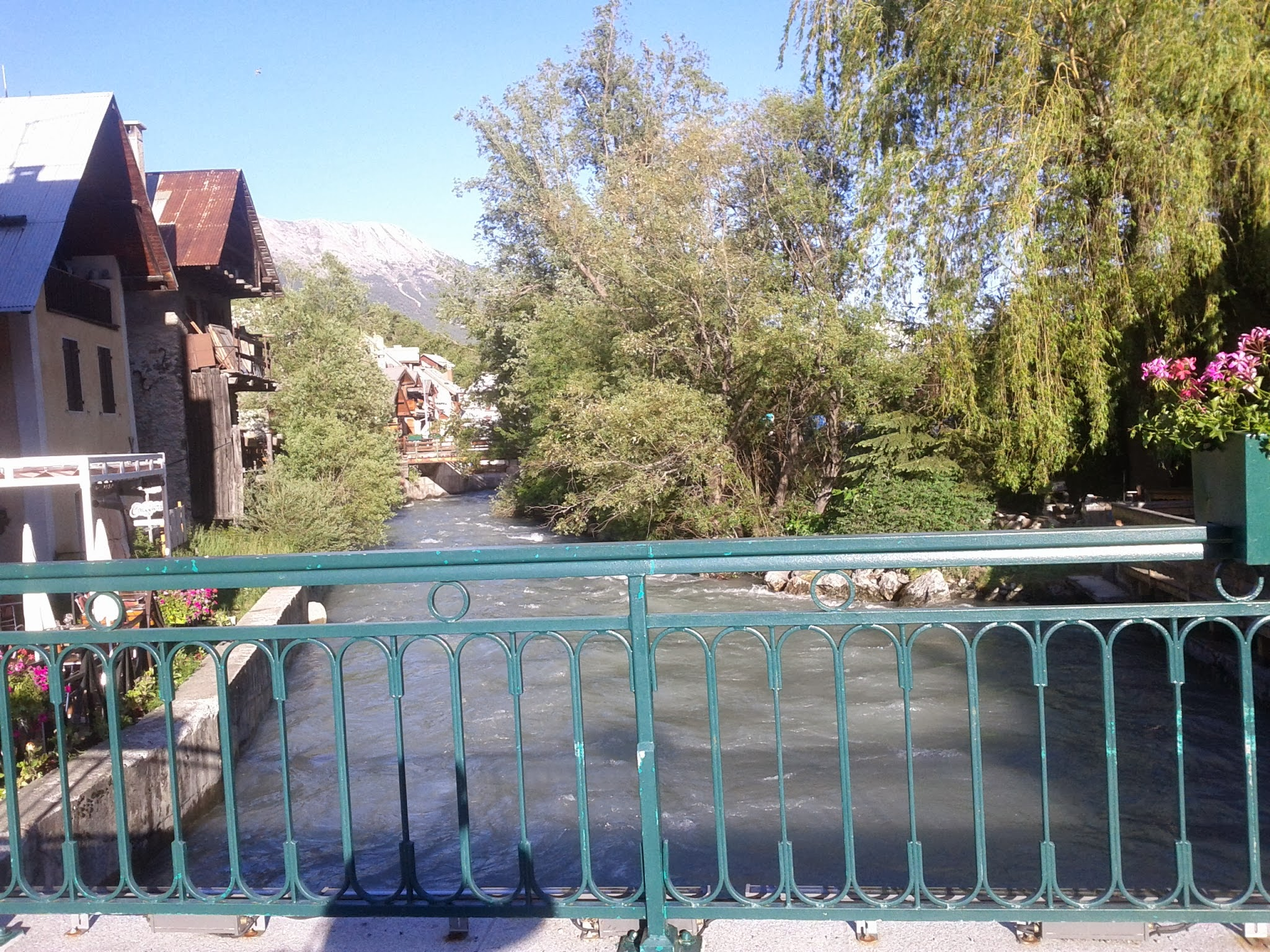
Au passage d'un pont sur la Guisane, dans le hameau de Villeneuve.

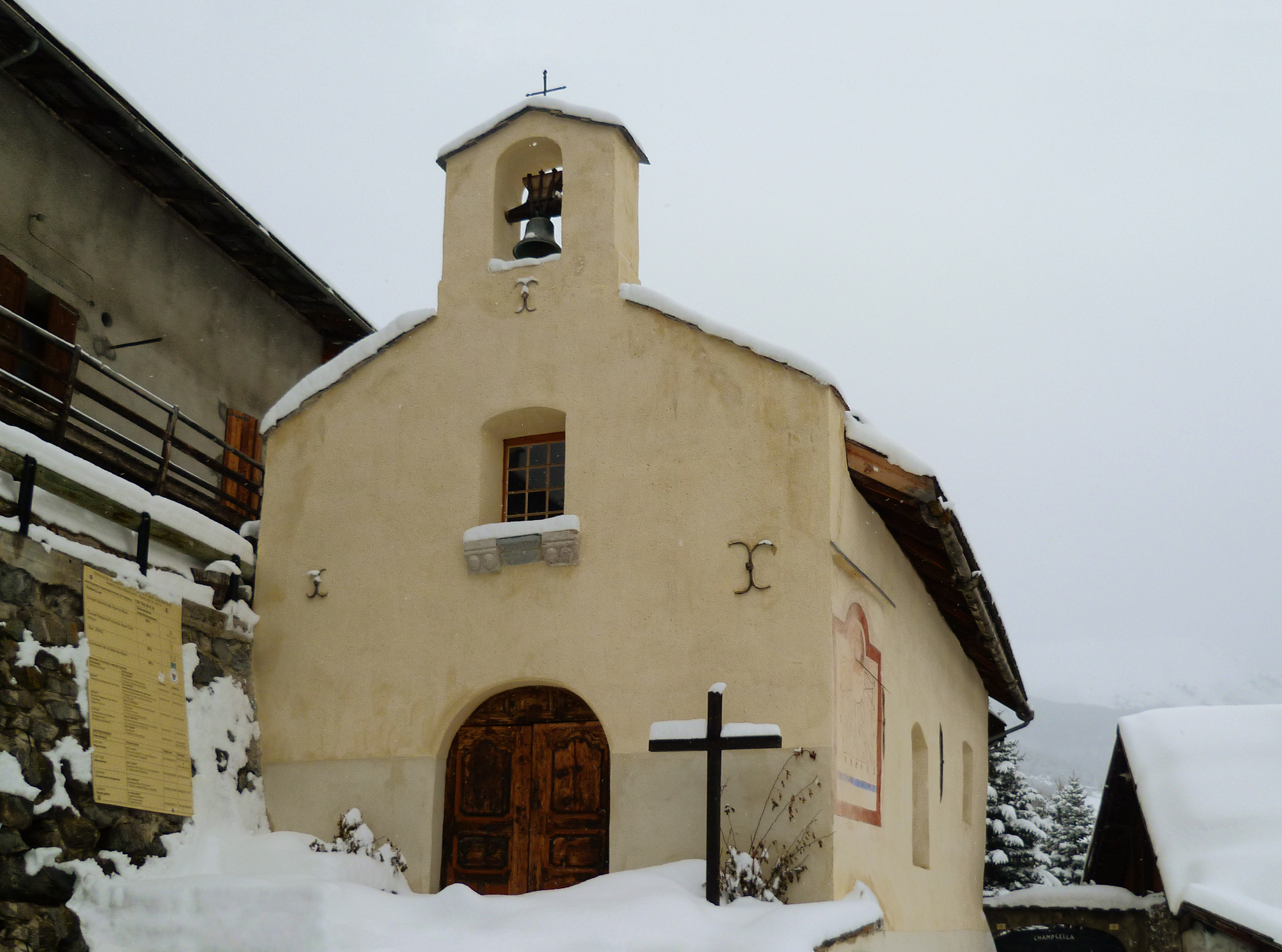
Chapelle Saint-Jean-Baptiste-des-Pananches.

La commune comporte de nombreux bâtiments anciens : maisons de village, édifices religieux, etc.
- Chapelle Saint-Barthélemy de La Salle-les-Alpes. L'édifice a été classé au titre des monuments historiques en 1976[24].
- Chapelle Saint-Jean-Baptiste-des-Pananches de La Salle-les-Alpes. L'édifice a été inscrit au titre des monuments historiques en 1988[25].
- Chapelle Sainte-Barbe de La Chirouze.
- Chapelle Notre-Dame-d'Espérance de La Salle-les-Alpes. L'édifice a été inscrit au titre des monuments historiques en 2015[26].
- Chapelle Sainte-Luce de Villeneuve.
- Église Saint-Roch du Bez.

### L'église Saint-Marcellin
Située dans le hameau de la Salle, cette église a été construite entre le XIIe siècle et le XVIe siècle. Elle a été consacrée en 1532. Le chœur actuel a été construit en 1669. Saint Marcellin (311-353) était le premier évêque d'Embrun. L'édifice a été classé au titre des monuments historiques en 1914.
L'église Saint-Marcellin possède deux chapelles latérales :
- Chapelle Notre-Dame au sud, construite en 1469 ;
- Chapelle Saint-François au nord, construite au XVIIe siècle.

#### Le porche
Le porche (fin XVe siècle, début XVIe siècle) réutilise des éléments romans du XIIe siècle : les colonnes et leurs chapiteaux, et le lion.

#### Le lion
Le lion dort les yeux ouverts, c'est pourquoi on lui confie la protection des lieux sacrés (d'après saint Augustin). Il est symbole de vigilance et de force, mais également de résurrection.

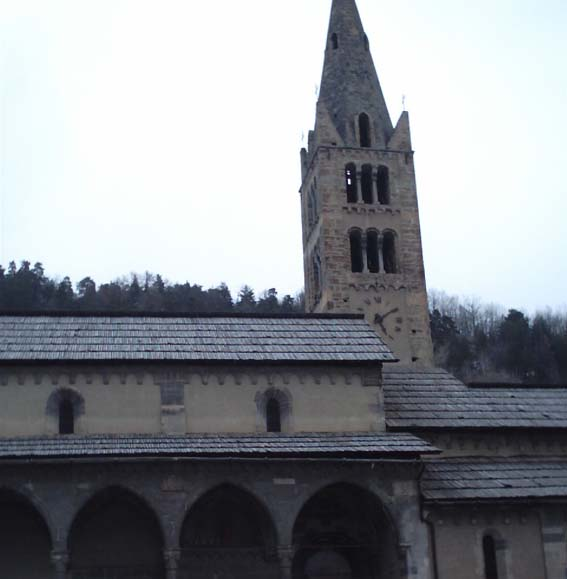
Église Saint-Marcellin à La Salle-les-Alpes.
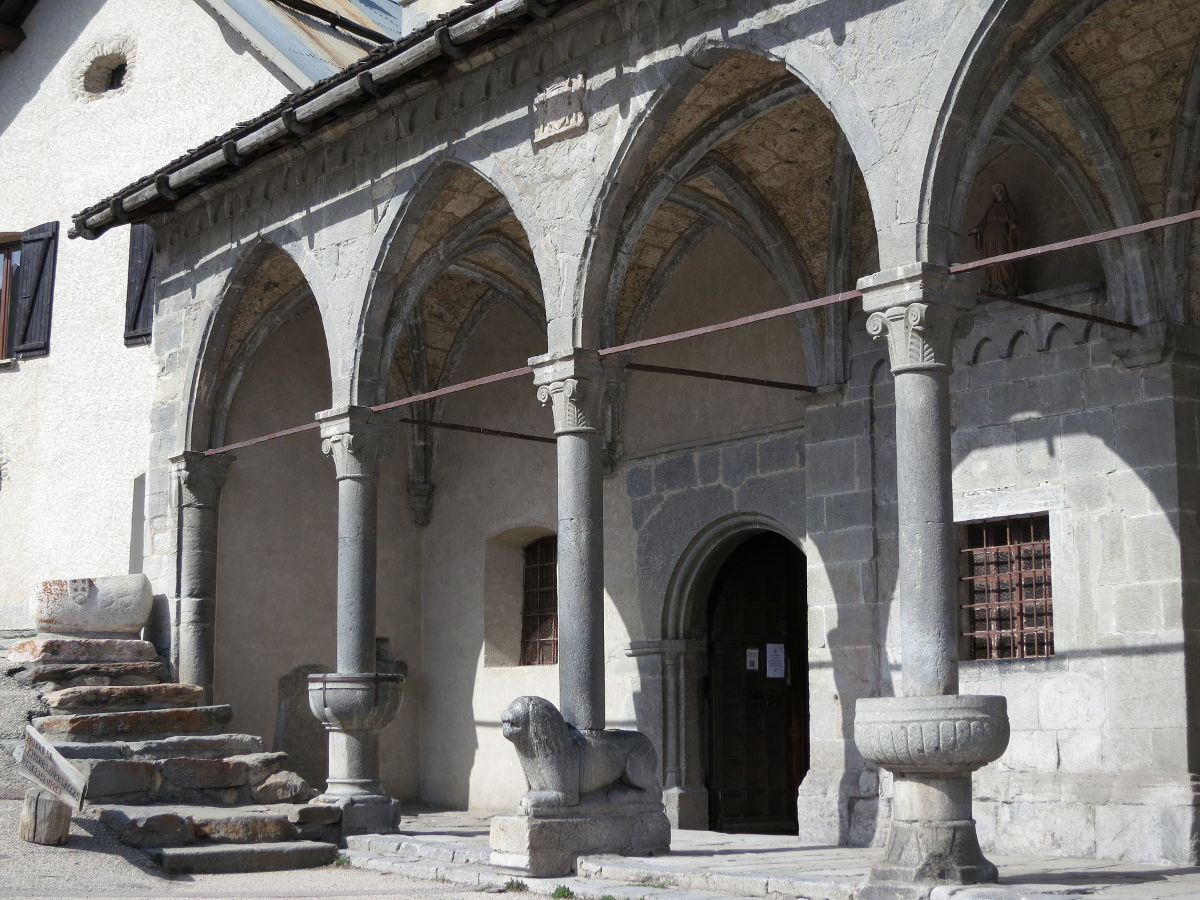
Vue du porche de l'église Saint-Marcellin à La Salle
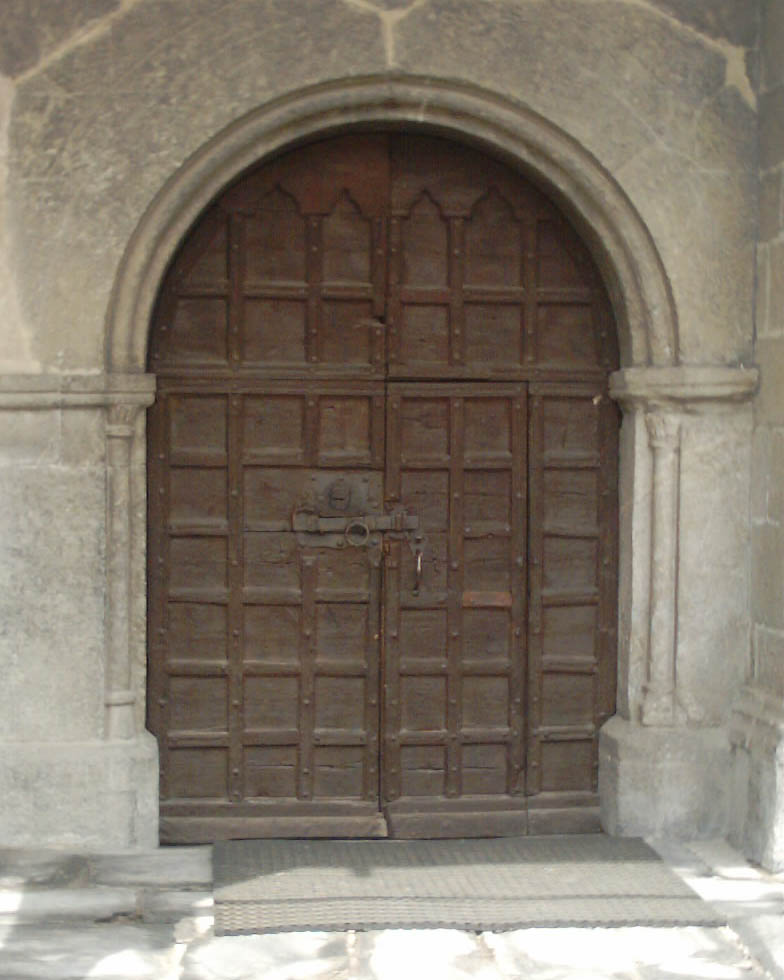
Porte plein cintre romane.
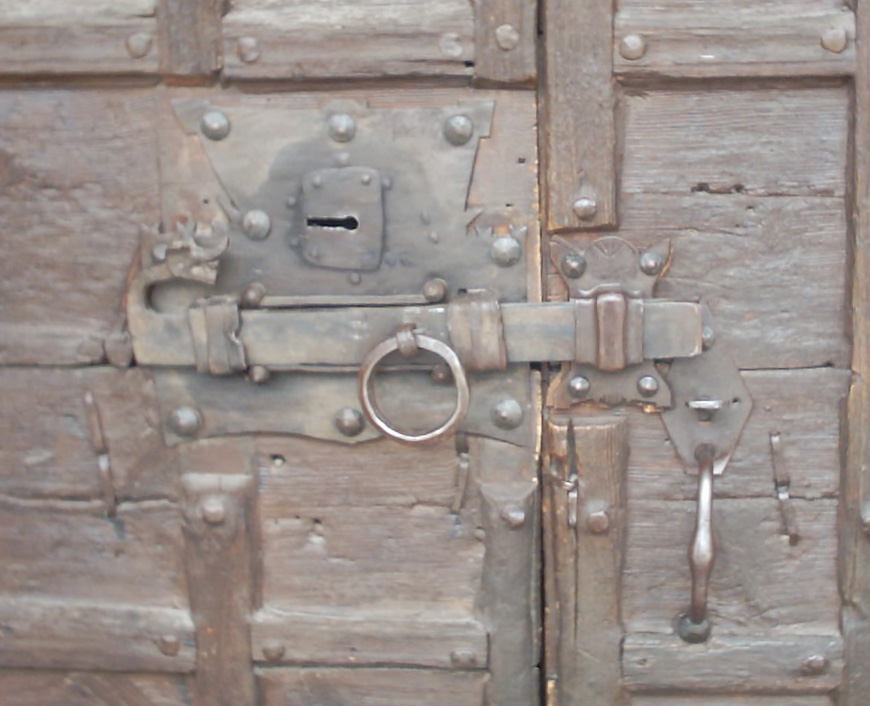
Serrure à verrou plat terminé par une tête de chimère.
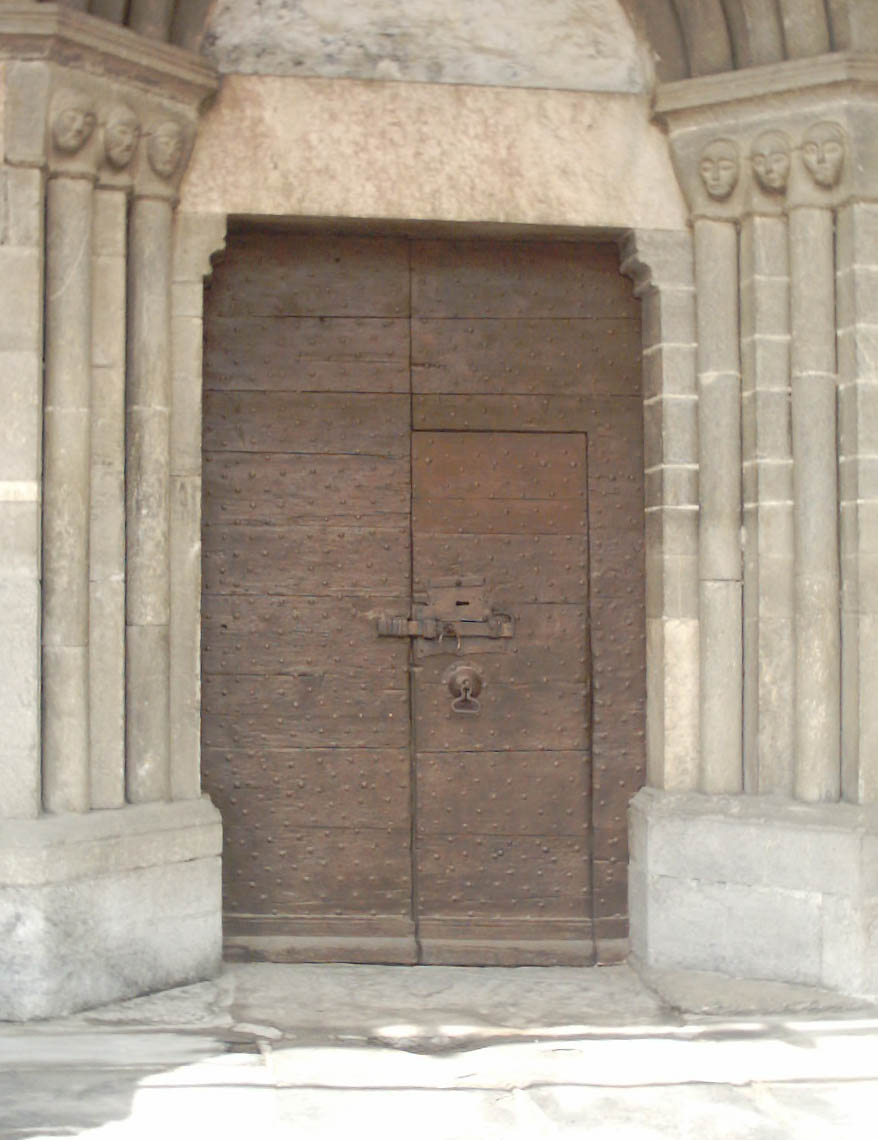
Porte secondaire.
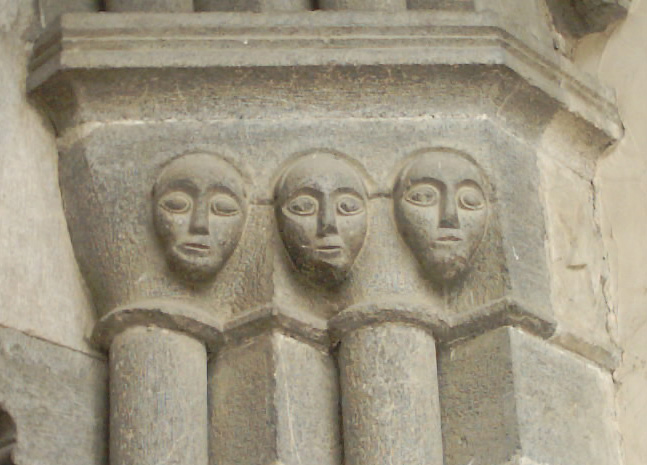
Masques du portail extérieur.
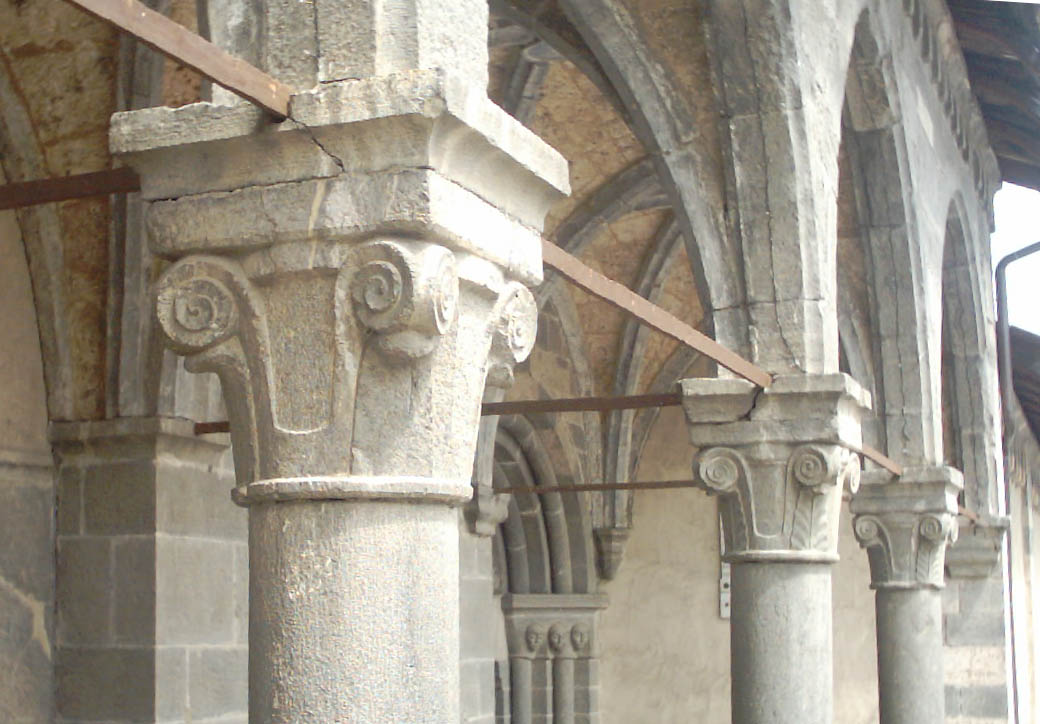
Chapiteaux des colonnes du porche.
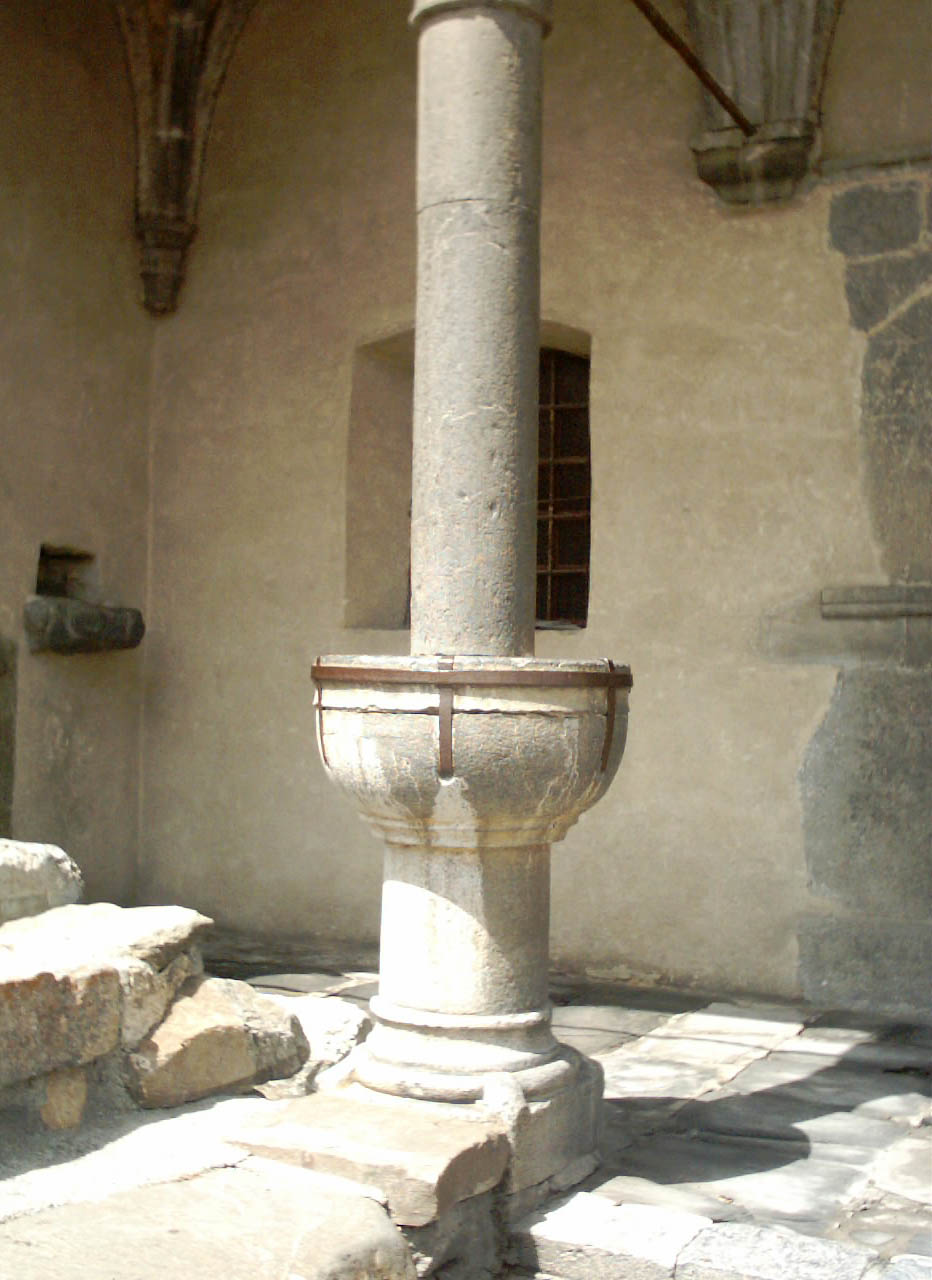
Bénitier sur la colonne à droite du lion.
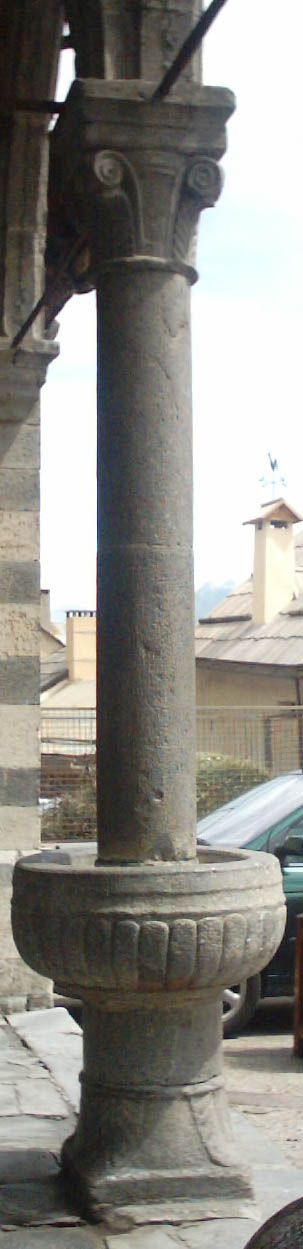
Bénitier sur la colonne à gauche du lion.
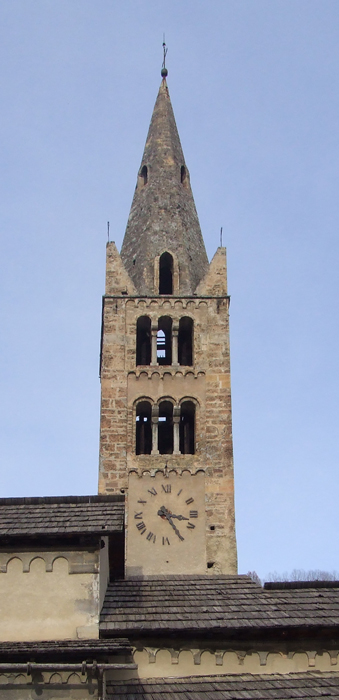
Le clocher.
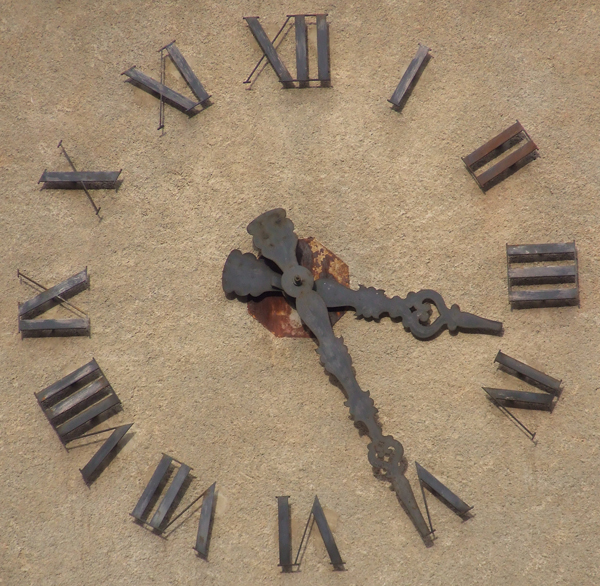
Horloge du clocher.
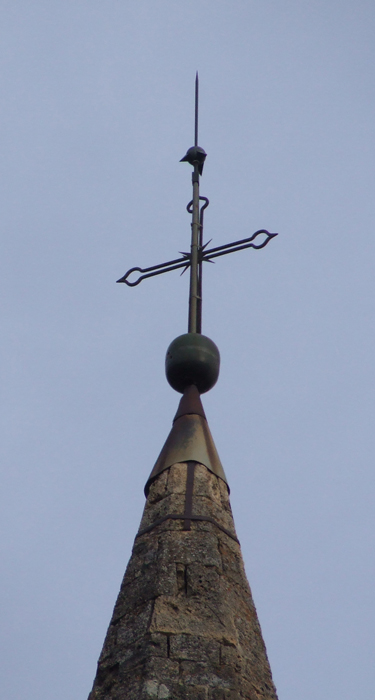
Croix au sommet du clocher.
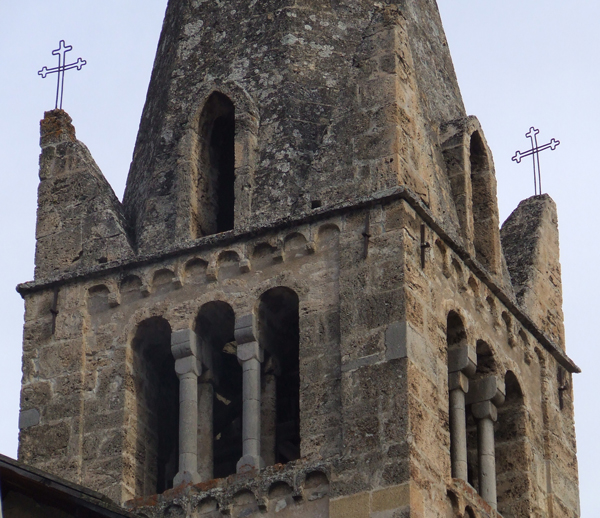
Vue de près pour plus de détails.
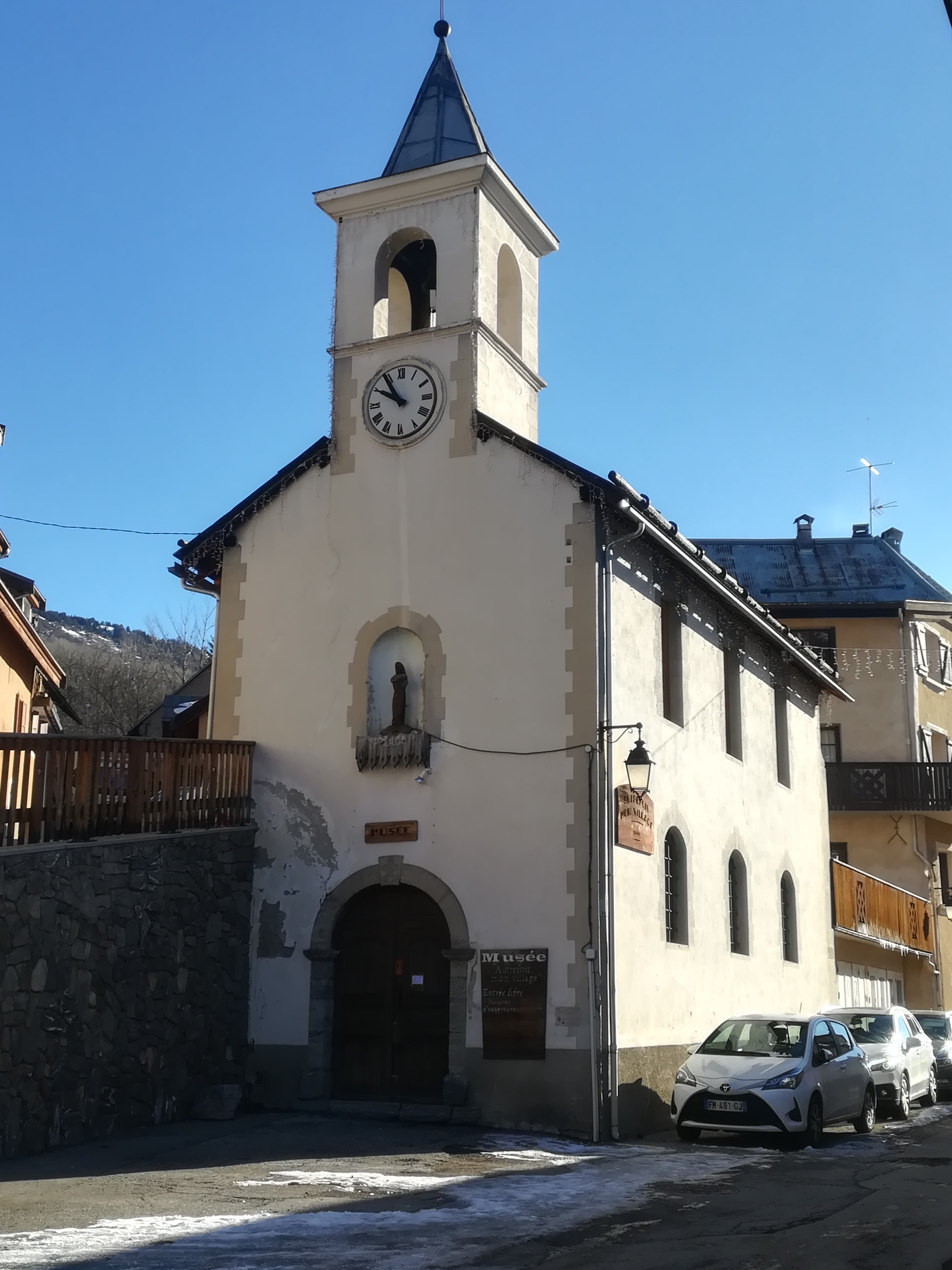
L'église Sainte-Luce.
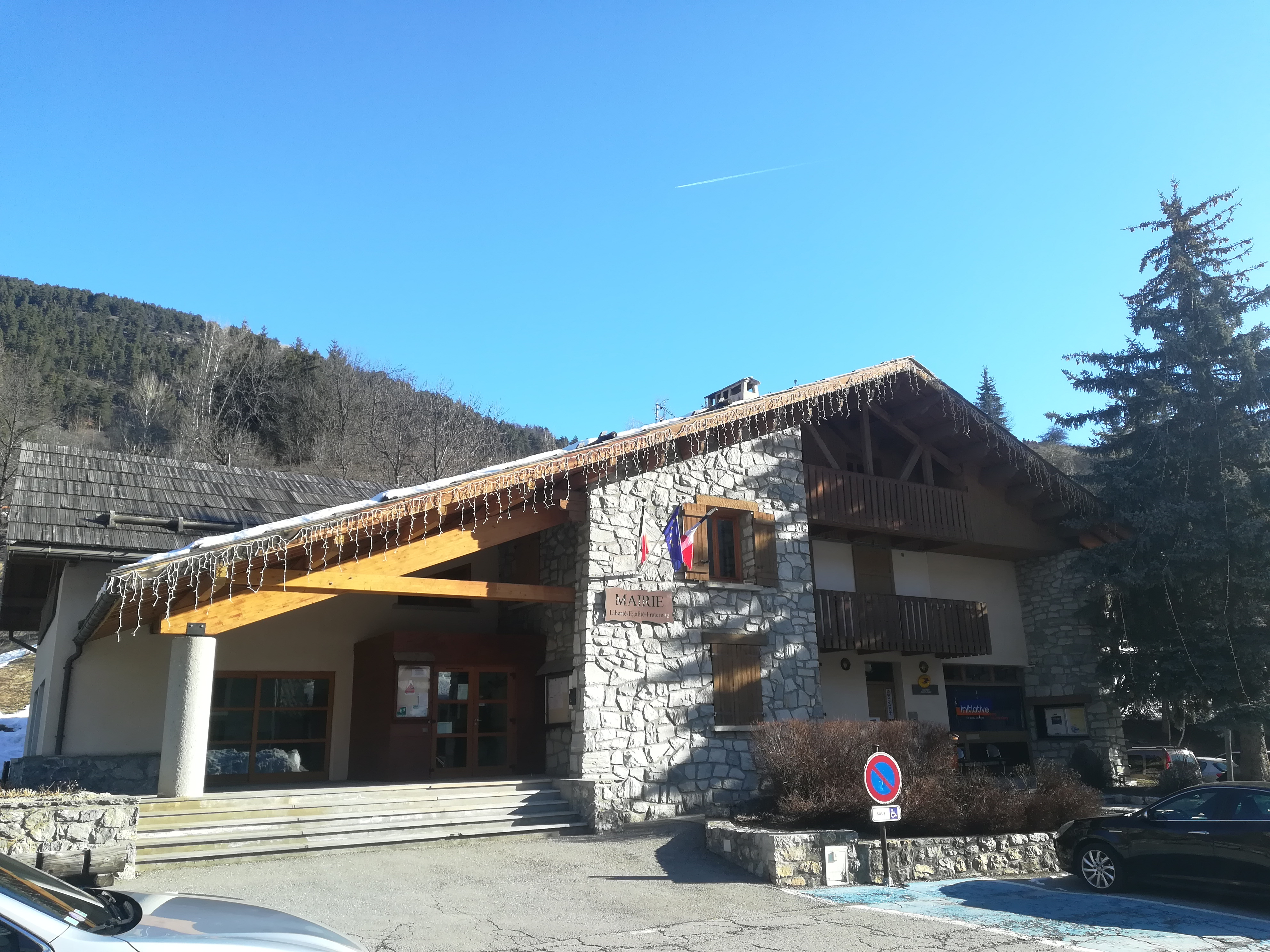
La mairie de La Salle-les-Alpes.
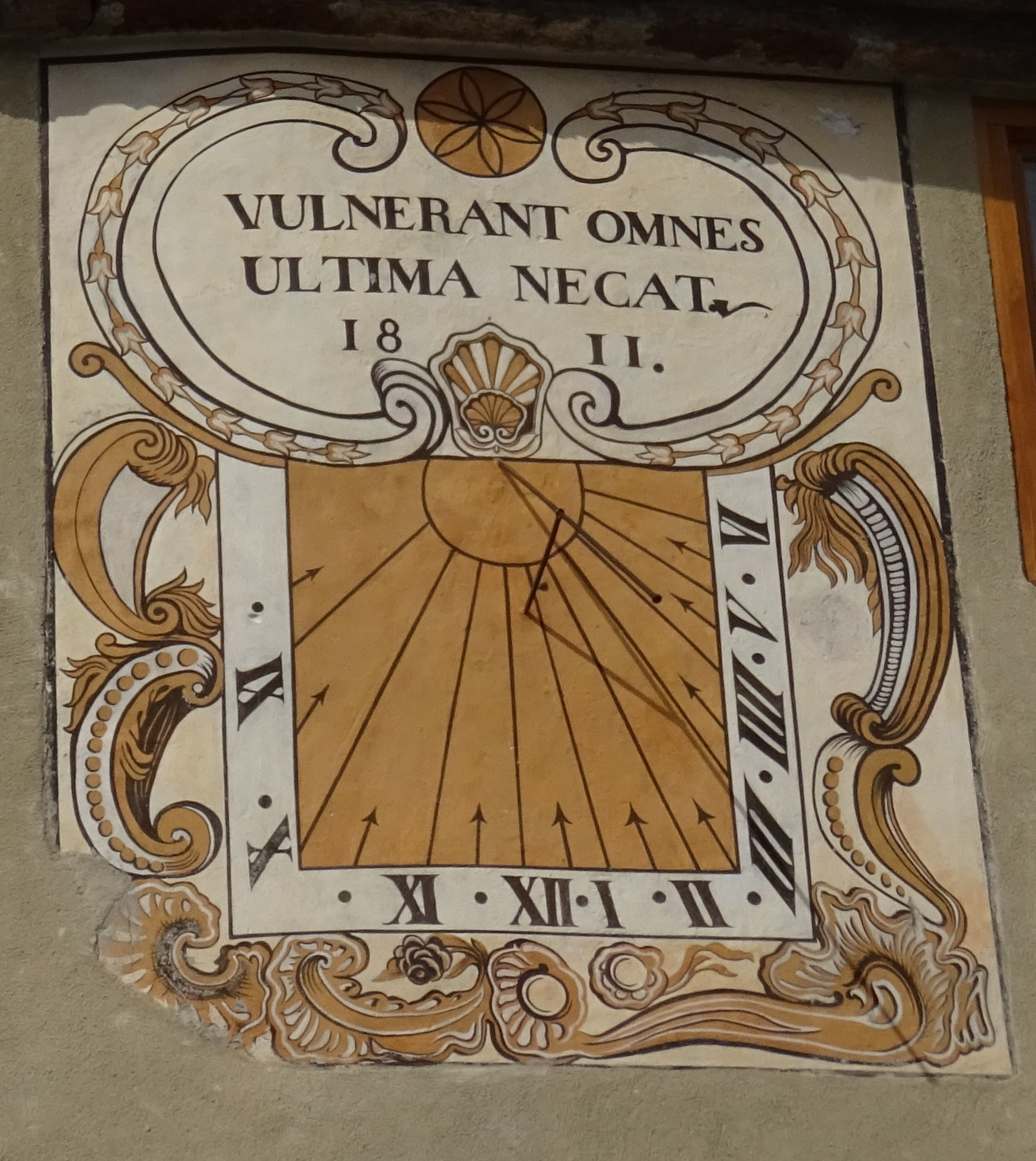
cadran solaire à Villeneuve
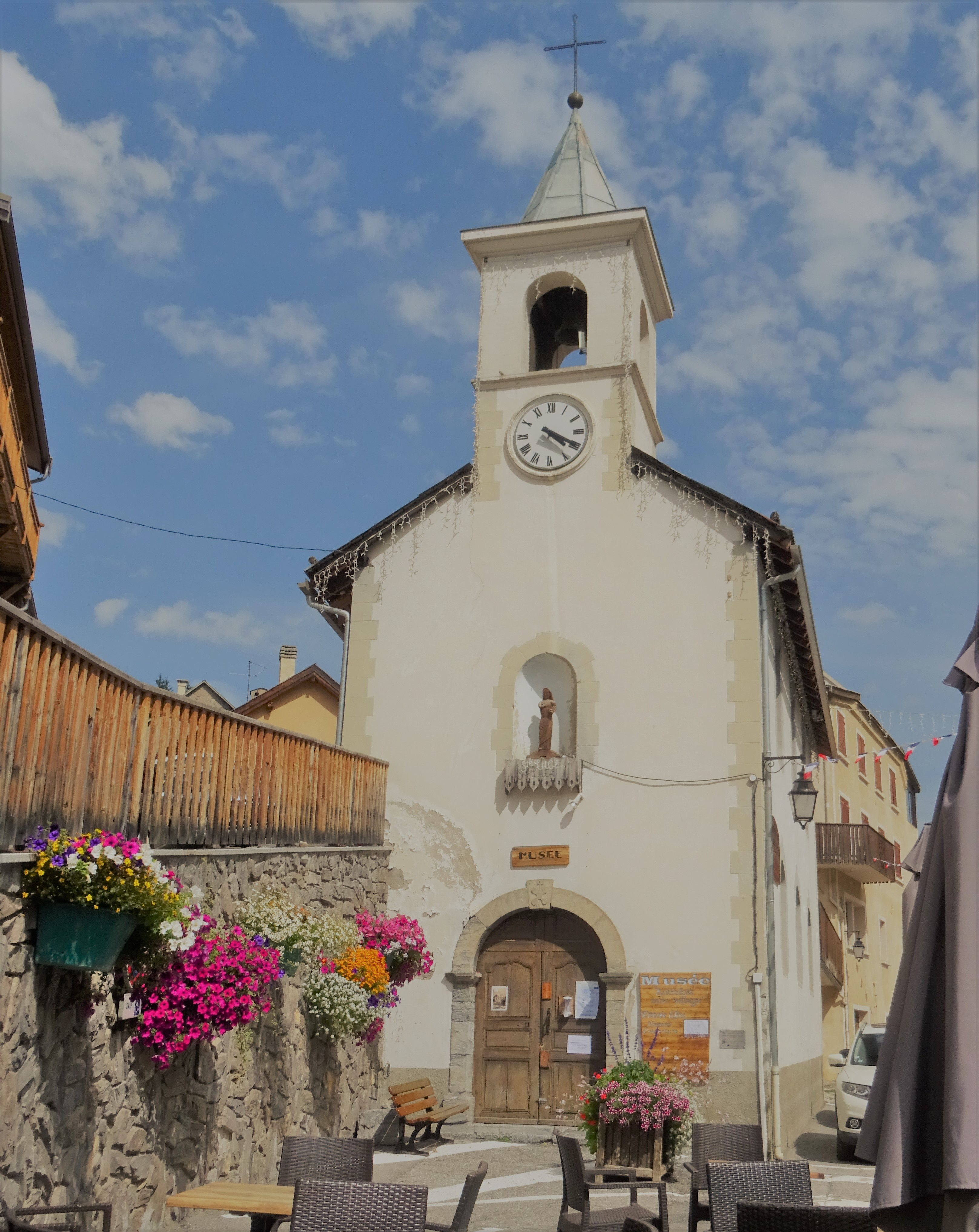
l'église devenue écomusée

## Personnalités liées à la commune
- Henri Bréchu ;
- Hyacinthe-Marcelin Borel du Bez (1756-1796), ancien député des Hautes-Alpes, né à La Salle ;
- Patrick Ollier, homme politique du RPR (puis de l'UMP et de LR), maire de La Salle-les-Alpes de 1989 à 2001 ;
- Charles-Pierre Péguy.
- Louis Taravellier (-1914), sergent au 159e RI, tué lors des combats du 19 août 1914 à Wittersdorf.

## Héraldique
| Blason de Salle-les-Alpes (La) | Blason  | Parti : d'azur au lion contourné d'or et de sable au léopard lionné d'argent. |
| Blason de Salle-les-Alpes (La) | Détails | Le statut officiel du blason reste à déterminer.                              |